# Tournoi de clôture du championnat du Guatemala de football 2020
Navigation
Tournoi précédent Tournoi suivant
Le Tournoi Clausura 2020 est le quarante-troisième tournoi saisonnier disputé au Guatemala.
C'est cependant la 89e fois que le titre de champion du Guatemala est remis en jeu.
Le 25 mars 2020, le tournoi est abandonné et aucune équipe n'est déclarée championne. Alors que le CSD Municipal est déjà qualifié pour la Ligue de la CONCACAF 2020 en tant que vainqueur du tournoi Apertura 2019, les deux autres places sont attribuées au CSD Comunicaciones et à l'Antigua GFC, les deux meilleures équipes au classement cumulé des deux tournois. En bas de classement, le Deportivo Siquinalá et le Deportivo Mixco sont relégués en deuxième division.

## Les douze équipes participantes
| \| Ciudad de Guatemala: Antigua Comunicaciones Municipal Ciudad de Guatemala Malacateco Xelaju Santa Lucía Guastatoya Cobán Imperial Sanarate Siquinalá Mixco Iztapa \| Localisation des clubs engagés dans le championnat. |
| Ciudad de Guatemala: Antigua Comunicaciones Municipal Ciudad de Guatemala Malacateco Xelaju Santa Lucía Guastatoya Cobán Imperial Sanarate Siquinalá Mixco Iztapa                                                           |

Ce tableau présente les douze équipes qualifiées pour disputer le championnat 2019-2020. On y trouve le nom des clubs, le nom des stades dans lesquels ils évoluent ainsi que la capacité et la localisation de ces derniers.
| Club                              | Stade                                          | Capacité | Ville                     |
| Antigua GFC                       | Stade Pensativo                                | 9 000    | Ciudad de Guatemala       |
| Cobán Imperial                    | Stade Verapaz                                  | 8 000    | Cobán                     |
| CSD Comunicaciones                | Stade Cementos Progreso                        | 17 000   | Ciudad de Guatemala       |
| Deportivo Guastatoya              | Stade David Cordón Hichos (es)                 | 3 500    | Guastatoya                |
| Deportivo Iztapa (en)             | Stade Municipal Morón                          | 3 000    | Iztapa                    |
| Deportivo Malacateco              | Stade Santa Lucía                              | 7 000    | Malacatán                 |
| Deportivo Mixco (en)              | Stade Santo Domingo de Guzmán (es)             | 2 500    | Mixco                     |
| CSD Municipal                     | Stade Manuel Felipe Carrera                    | 10 000   | Ciudad de Guatemala       |
| Deportivo Sanarate (en)           | Stade municipal                                | 4 000    | Sanarate                  |
| FC Santa Lucía Cotzumalguapa (es) | Stade municipal Santa Lucía Cotzumalguapa (es) | 9 000    | Santa Lucía Cotzumalguapa |
| Deportivo Siquinalá (en)          | Stade Sicay Paz                                | 3 000    | Siquinalá                 |
| Xelaju MC                         | Stade Mario Camposeco                          | 11 000   | Quetzaltenango            |

## Contexte
En plein cœur du tournoi à la mi-mars, la pandémie de Covid-19 fait rage en Amérique centrale et contraint le gouvernement guatemaltèque à déclarer l'état de catastrophe sanitaire. La conséquence immédiate de cette décision est la tenue de toutes les rencontres de la treizième journée du championnat à huis clos.
Le 25 mars suivant, après que plusieurs championnats de la région se soient terminés prématurément, comme au Panama ou au Salvador, les présidents des différents clubs se retrouvent pour une rencontre exceptionnelle avec pour objet la poursuite ou la suspension du tournoi. Par sept votes pour la suspension, quatre pour la poursuite et une abstention, la décision est prise de mettre fin au championnat et aucun champion n'est couronné. Alors que le CSD Municipal est déjà qualifié pour la Ligue de la CONCACAF 2020 en tant que vainqueur du tournoi Apertura 2019, les deux autres places sont attribuées au CSD Comunicaciones et à l'Antigua GFC, les deux meilleures équipes au classement cumulé des deux tournois. En bas de classement, le Deportivo Siquinalá et le Deportivo Mixco sont relégués en deuxième division.

## Compétition
Le tournoi Clausura se déroule de la même façon que les tournois saisonniers précédents, en deux phases :
- La phase de qualification : les vingt-deux journées de championnat.
- La phase finale : les matchs aller-retour allant des quarts de finale à la finale.

### Phase de qualification
Lors de la phase de qualification les douze équipes affrontent à deux reprises les onze autres équipes selon un calendrier tiré aléatoirement.
Les deux meilleures équipes sont qualifiées directement pour les demi-finale alors que les quatre suivantes se qualifient pour les quarts de finale.
Le classement est établi sur le barème de points classique (victoire à 3 points, match nul à 1, défaite à 0).
Le départage final se fait selon les critères suivants :
- Le nombre de points.
- La différence de buts générale.
- Le nombre de buts marqué.

| Rang | Équipe                              | Pts | J  | G | N | P | Bp | Bc | Diff |
| ---- | ----------------------------------- | --- | -- | - | - | - | -- | -- | ---- |
| 1    | CSD Comunicaciones                  | 28  | 13 | 8 | 4 | 1 | 26 | 15 | +11  |
| 2    | CSD Municipal T                     | 23  | 13 | 6 | 5 | 2 | 17 | 12 | +5   |
| 3    | Deportivo Guastatoya                | 21  | 13 | 6 | 3 | 4 | 13 | 10 | +3   |
| 4    | Deportivo Iztapa (en)               | 20  | 13 | 5 | 5 | 3 | 19 | 18 | +1   |
| 5    | Antigua GFC                         | 19  | 13 | 5 | 4 | 4 | 14 | 12 | +2   |
| 6    | Deportivo Siquinalá (en)            | 16  | 13 | 4 | 4 | 5 | 17 | 17 | 0    |
| 7    | Deportivo Mixco (en) P              | 15  | 13 | 4 | 3 | 6 | 14 | 14 | 0    |
| 8    | Deportivo Sanarate (en)             | 15  | 13 | 4 | 3 | 6 | 14 | 16 | -2   |
| 9    | FC Santa Lucía Cotzumalguapa (es) P | 15  | 13 | 3 | 6 | 4 | 13 | 18 | -5   |
| 10   | Xelaju MC                           | 13  | 13 | 2 | 7 | 4 | 12 | 15 | -3   |
| 11   | Deportivo Malacateco                | 13  | 13 | 3 | 4 | 6 | 9  | 14 | -5   |
| 12   | Cobán Imperial                      | 10  | 13 | 2 | 4 | 7 | 8  | 15 | -7   |

| Légende : Qualifications et relégations | Légende : Qualifications et relégations          |
| --------------------------------------- | ------------------------------------------------ |
|                                         | Qualifié pour les demi-finales                   |
|                                         | Qualifié pour les quarts de finale               |
|                                         | T Tenant du titre P Promu de la saison 2018-2019 |

| Résultats (▼dom., ►ext.)                                   | Ant | Cob | Com | Gua | Izt | Mal | Mix | Mun | San | SLC | Siq | Xel |
| Antigua GFC                                                |     | -   | -   | 0-1 | 1-2 | -   | -   | 1-1 | 2-1 | 0-0 | -   | 0-0 |
| Cobán Imperial                                             | 0-2 |     | 2-3 | 2-0 | 0-0 | -   | -   | 1-1 | -   | 0-0 | 1-0 | -   |
| CSD Comunicaciones                                         | 1-2 | -   |     | 1-1 | -   | 1-0 | 1-0 | 3-0 | 2-2 | 1-3 | -   | 1-0 |
| Deportivo Guastatoya                                       | -   | 1-0 | -   |     | 2-0 | 3-2 | 2-0 | -   | 2-1 | -   | -   | 0-0 |
| Deportivo Iztapa (en)                                      | 2-1 | -   | 2-2 | -   |     | 1-0 | -   | -   | -   | 6-2 | 2-2 | -   |
| Deportivo Malacateco                                       | 0-1 | 1-0 | -   | 1-0 | 1-1 |     | 1-0 | -   | 0-3 | -   | -   | 2-2 |
| Deportivo Mixco (en)                                       | 1-1 | 1-1 | -   | -   | 5-1 | -   |     | 0-1 | -   | 1-1 | 1-0 | 1-0 |
| CSD Municipal                                              | -   | 3-0 | 2-4 | 0-0 | -   | 1-1 | -   |     | -   | 2-0 | 3-1 | -   |
| Deportivo Sanarate (en)                                    | 1-2 | 2-1 | -   | -   | 1-2 | -   | 2-1 | 0-0 |     | 1-0 | 1-0 | -   |
| FC Santa Lucía Cotzumalguapa (es)                          | -   | -   | -   | 1-0 | -   | 1-0 | 2-0 | -   | -   |     | 1-1 | 1-1 |
| Deportivo Siquinalá (en)                                   | 2-1 | -   | 1-2 | 2-1 | -   | 0-0 | -   | -   | 1-0 | 3-3 |     | 4-1 |
| Xelaju MC                                                  | -   | 1-0 | 2-2 | -   | 0-0 | -   | 3-1 | 1-2 | 1-1 | -   | -   |     |
| - Victoire à domicile - Match nul - Victoire à l'extérieur |     |     |     |     |     |     |     |     |     |     |     |     |

### Classement cumulatif
| Rang | Équipe                              | Pts | J  | G  | N  | P  | Bp | Bc | Diff |
| ---- | ----------------------------------- | --- | -- | -- | -- | -- | -- | -- | ---- |
| 1    | CSD Comunicaciones                  | 67  | 35 | 19 | 10 | 6  | 59 | 36 | +23  |
| 2    | CSD Municipal C                     | 63  | 35 | 18 | 8  | 7  | 49 | 35 | +14  |
| 3    | Antigua GFC                         | 56  | 35 | 16 | 8  | 11 | 45 | 34 | +11  |
| 4    | Deportivo Guastatoya                | 56  | 35 | 16 | 8  | 11 | 42 | 32 | +10  |
| 5    | Cobán Imperial                      | 51  | 35 | 14 | 9  | 12 | 42 | 38 | +4   |
| 6    | Deportivo Iztapa (en)               | 51  | 35 | 14 | 9  | 12 | 47 | 44 | +3   |
| 7    | Deportivo Sanarate (en)             | 49  | 35 | 15 | 7  | 13 | 40 | 41 | -1   |
| 8    | Deportivo Malacateco                | 44  | 35 | 9  | 14 | 12 | 38 | 42 | -4   |
| 9    | Xelaju MC                           | 41  | 35 | 9  | 14 | 12 | 38 | 42 | -4   |
| 10   | FC Santa Lucía Cotzumalguapa (es) P | 37  | 35 | 8  | 13 | 14 | 34 | 47 | -13  |
| 11   | Deportivo Mixco (en) P              | 31  | 35 | 8  | 7  | 20 | 32 | 55 | -23  |
| 12   | Deportivo Siquinalá (en)            | 26  | 35 | 6  | 8  | 21 | 37 | 61 | -24  |

| Légende : Qualifications et relégations | Légende : Qualifications et relégations                                        |
| --------------------------------------- | ------------------------------------------------------------------------------ |
|                                         | Qualifié pour les huitièmes de finale de la Ligue de la CONCACAF 2020          |
|                                         | Qualifié pour le tour préliminaire de la Ligue de la CONCACAF 2020             |
|                                         | Relégué en Primera División de Guatemala                                       |
|                                         | C Vainqueur d'un des deux tournois de la saison P Promu de la saison 2018-2019 |

### La phase finale
Initialement, les six équipes qualifiées sont réparties dans le tableau final d'après leur classement général, le deuxième affrontant lors des demi-finales le vainqueur du quart opposant le quatrième au cinquième et le premier affrontant le vainqueur du quart opposant le troisième au sixième. L'équipe la moins bien classée accueille lors du match aller et la meilleure lors du match retour.
En cas d'égalité sur la somme des deux matchs, c'est l'équipe ayant marqué le plus de buts à extérieur qui l'emporte puis des prolongations et une séance de tirs au but ont éventuellement lieu.
Le tournoi étant annulé, la phase finale n'a donc pas lieu.

## Bilan du tournoi
| Tournoi de clôture du championnat de football du Guatemala 2020 |                                        |
| Champion                                                        | Titre non décerné                      |
| Qualifications continentales                                    |                                        |
| Ligue de la CONCACAF 2020                                       | CSD Municipal (huitièmes de finale)    |
| Ligue de la CONCACAF 2020                                       | CSD Comunicaciones (tour préliminaire) |
| Ligue de la CONCACAF 2020                                       | Antigua GFC (tour préliminaire)        |
| Promotions et relégations                                       |                                        |
| Promus en Liga Nacional de Guatemala                            | Deportivo Achuapa (en)                 |
| Promus en Liga Nacional de Guatemala                            | CSD Sacachispas (en)                   |
| Relégués en Primera División de Guatemala                       | Deportivo Mixco (en)                   |
| Relégués en Primera División de Guatemala                       | Deportivo Siquinalá (en)               |